# Ibrahim (2020)
Ibrahim ist ein Filmdrama von Samir Guesmi, das am 23. Juni 2021 in die französischen Kinos kam.

## Handlung
Ahmed arbeitet als Austernverkäufer in der Brasserie der französischen Royal Opéra. Er hat einen Sohn namens Ibrahim. Angestiftet von seinem Freund Achille begeht Ibrahim einen Diebstahl, und Ahmed muss hierfür finanziell aufkommen. Das Verhältnis von Vater und Sohn ist daraufhin angeschlagen, doch Ibrahim nimmt sich vor, seinen Vater wieder fröhlich zu machen.

## Produktion
Bei Ibrahim handelt es sich um das Regiedebüt des Schauspielers Samir Guesmi. Er wirkte in mehreren Produktionen des Theatermachers Frédéric Bélier-Garcia mit und avancierte später zu einem sehr beliebten Filmschauspieler. Für seine Rolle in Camille Redouble von Noémie Lvovsky wurde Guesmi als bester Nebendarsteller für den César nominiert, für seine Rolle in The Aquatic Effect von Solveig Anspach als bester Hauptdarsteller. Neben Guesmi selbst, der im Film Ahmed spielt, wurden die Rollen in Ibrahim mit Abdel Benhader in der Titelrolle und dessen Filmsohn, Rabah Naït Oufella als Achille, Luàna Bajrami als Louisa und Philippe Rebbot als Jean besetzt.
Anfang Juni 2020 wurde bekannt, dass sich Guesmis Erstlingswerk in der „offiziellen Selektion“, einer Auswahl von 56 Filmen der ursprünglich für Mai 2020 geplanten Filmfestspiele von Cannes befindet, die aufgrund der Coronavirus-Pandemie in ihrer gewohnten Form abgesagt wurden. Eine erste Vorstellung erfolgte schließlich am 28. August 2020 beim Festival du film francophone d’Angoulême, wo der Film vierfach ausgezeichnet wurde. Am 23. Juni 2021 kam Ibrahim in die französischen Kinos.

## Auszeichnungen

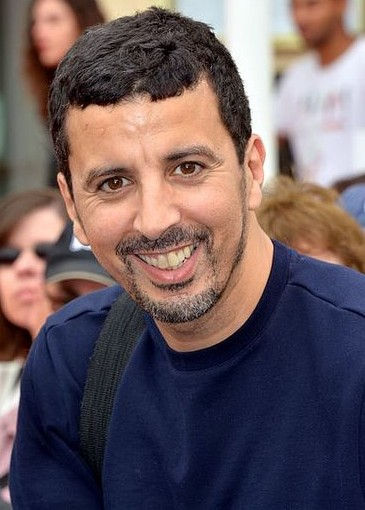
Regisseur Samir Guesmi

Angoulême Francophone Film Festival 2020
- Auszeichnung als Bester Film (Samir Guesmi)
- Auszeichnung für die Beste Regie (Samir Guesmi)
- Auszeichnung für das Beste Drehbuch (Samir Guesmi)
- Auszeichnung für die Beste Filmmusik (Raphaël Eligoulachvili)

Festa del Cinema di Roma 2020
- Auszeichnung mit dem Golden Camera Award (Samir Guesmi)[5]

Prix Lumières 2022
- Nominierung als Bester Nachwuchsdarsteller (Abdel Bendaher)
- Nominierung als Bestes Erstlingswerk